# Eupithecia longifimbria
Eupithecia longifimbria là một loài bướm đêm trong họ Geometridae.